# Plastifiant
Plastifianții sunt aditivi care măresc plasticitatea sau fluiditatea unui material. . Cele mai importante aplicații ale lor sunt pentru materialele plastice, în special policlorura de vinil (PVC). 
Proprietățile unor materiale, cum ar fi betonul, lutul și alte produse, sunt de asemenea îmbunătățite când li se adaugă plastifianți.